# 키스라

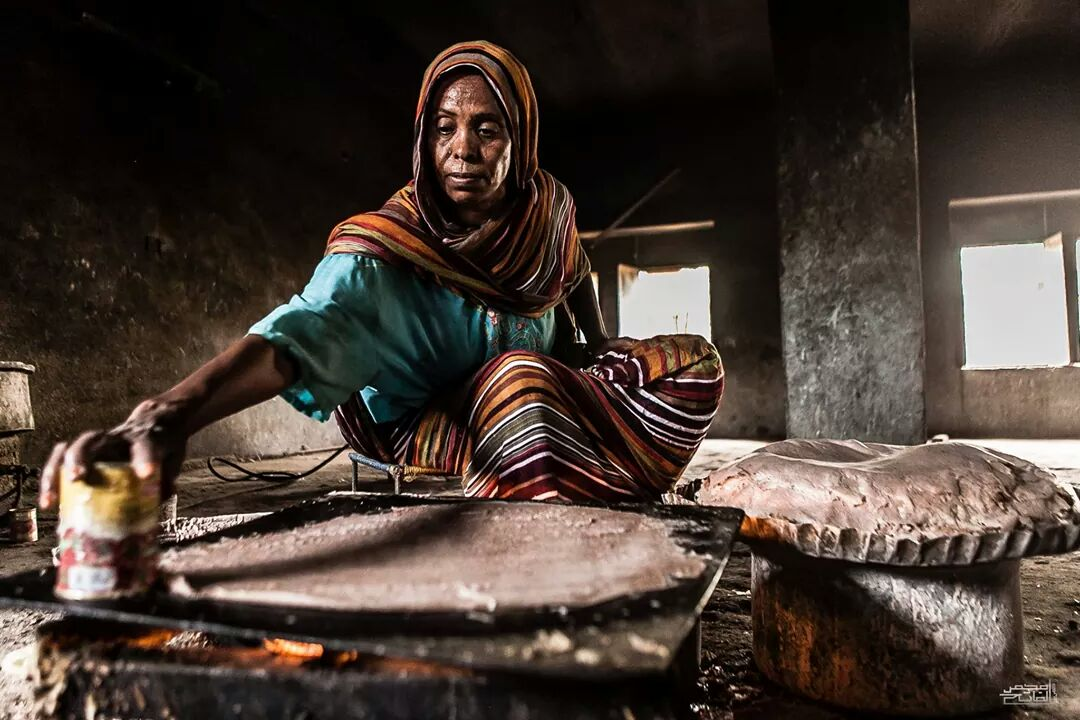
키스라를 만들고 있는 수단 여성

키스라(kisra, kissra)는 차드, 수단, 남수단에서 만든 인기 있는 얇은 발효 빵이다. 이 빵은 수수 또는 밀로 만들어진다. 키스라에는 두 가지 형태가 있다. 은저라(injera)와 유사한 키스라 라히파(kisra rhaheeefa)로 알려진 얇은 구운 시트, 그리고 키스라 아시다(kisra aseeda) 또는 아케다(aceda)로 알려진 죽. 후자는 일반적으로 물라와 같은 고기 및 야채 스튜와 짝을 이룬다. 1995년 당시 당시 분할되지 않은 수단 국가는 키스라에서 매년 약 20,000~30,000 숏톤(18,000~27,000톤)의 수수 가루를 소비했다.

## 같이 보기
- 빵 목록
- 수단 요리
- 라허흐